# NGC 5374
NGC 5374 est une galaxie spirale barrée située dans la constellation de la Vierge. Sa vitesse par rapport au fond diffus cosmologique est de 4 612 ± 19 km/s, ce qui correspond à une distance de Hubble de 68,0 ± 4,8 Mpc (∼222 millions d'al). NGC 5374 a été découverte par l'astronome germano-britannique William Herschel en 1793.
La classe de luminosité de NGC 5374 est II-III et elle présente une large raie HI. Selon la base de données Simbad, NGC 5374 est une radiogalaxie.
À ce jour, sept mesures non basées sur le décalage vers le rouge (redshift) donnent une distance de 68,729 ± 10,797 Mpc (∼224 millions d'al), ce qui est à l'intérieur des valeurs de la distance de Hubble.

## Supernova
La supernova SN 2010do a été découverte le 1er juin l'astronome amateur sud africain Berto Monard. Cette supernova était de type Ic.

## Groupe de NGC 5374
NGC 5374 est la galaxie la plus brillante d'un groupe de galaxies qui porte son nom. Selon A. M. Garcia, le groupe de NGC 5374 compte au moins huit galaxies. Les autres galaxies du groupe sont NGC 5382, NGC 5384, NGC 5386, NGC 5417, NGC 5418, NGC 5434 et UGC 8906.
D'autre part, Abraham Mahtessian mentionne aussi ce groupe, mais il ne contient que trois galaxies, soit NGC 5374, NGC 5382 et NGC 5386.